# Francesco I da Carrara
Francesco I da Carrara, detto Francesco il Vecchio (Padova, 29 settembre 1325 – Monza, 6 ottobre 1393), è stato un politico e condottiero italiano, signore di Padova da 1345 al 1388.

## Biografia

### Infanzia e gioventù
Nato nel 1325 da Jacopo II (detto anche Giacomo) della famiglia dei Carraresi e da Lieta, figlia del conte di Montemerlo Marzio Forzatè, poco si sa della sua infanzia e adolescenza. È stato ipotizzato che sia nato a Padova ed abbia vissuto in esilio con il padre, imprigionato nel 1327 e costretto a lasciare la città per essersi schierato con il signore di Verona Cangrande della Scala nell'intento di rovesciare la signoria. Tornò probabilmente a Padova nel 1340 con il padre, richiamato dall'esilio, che in seconde nozze sposò Costanza dei da Polenta da cui ebbe i figli Marsilio, Nicolò e Carlo Ubertino.
Nel 1345, il padre divenne Signore di Padova e fece sposare Francesco con Fina Buzzaccarini, facente parte di un'importante famiglia di giuristi. Jacopo perseguì una politica filo-veneziana e fu ricompensato nel gennaio del 1346, quando fu accolto in pompa magna nella città lagunare con il figlio Francesco e venne loro conferita la cittadinanza veneziana, estesa anche ai futuri figli ed eredi.

### Francesco e lo zio Jacopino Signori di Padova
Fino al 1350, aiutò il padre insieme allo zio Jacopino nel governo cittadino. Nel dicembre di quell'anno Jacopo II fu assassinato e quello stesso giorno sia Francesco che Jacopino furono nominati signori di Padova per acclamazione popolare. Nei primi anni, la coppia di signori si mantenne leale all'alleanza con Venezia, ed entrambi nell'ottobre 1354 guidarono l'esercito di una lega che i lagunari avevano organizzato contro i Visconti, Signori di Milano. In tale occasione Francesco conobbe l'Imperatore Carlo IV a Bassano, e fu probabilmente allora che il sovrano gli conferì gli onori di vicario imperiale, titolo che era stato appannaggio di tutti i da Carrara Signori di Padova, e di Cavaliere del Sacro Romano Impero.

#### Deposizione di Jacopino
Il successo riscosso da Francesco con l'imperatore provocò l'invidia dello zio Jacopino, e i rapporti tra i due si complicarono ulteriormente con il conflitto tra Fina Buzzaccarini e la moglie dello zio, Margherita Gonzaga, che iniziarono a scontrarsi sul problema della successione. Jacopino arrivò ad organizzare l'assassinio del nipote e affidò l'incarico a Zambono Dotti. Francesco scoprì la congiura nell'estate del 1355, fece incarcerare lo zio e giustiziare il sicario.

### Prima guerra contro Venezia e alleanza con l'Ungheria
Nel 1356, l'esercito del re d'Ungheria Ludovico il Grande invase la terraferma veneziana, assediando Treviso e devastando i territori di Padova. Venezia richiese un compenso troppo alto quando Francesco chiese aiuto e questi, rimasto isolato, fornì prima aiuti nell'assedio di Treviso agli ungheresi, ai quali si alleò inviando truppe di appoggio a Treviso, in Friuli e in Dalmazia, dove Ludovico cercava uno sbocco sul mare ai danni dei veneziani. Il conflitto durò due anni e non portò alcun beneficio per Padova, i cui confini rimasero inalterati dopo che nel 1358 fu firmata la pace di Zara, mentre gli ungheresi si videro riconoscere i territori dalmati conquistati.
Da un lato Francesco si inimicò definitivamente i veneziani e dall'altro si assicurò la protezione ungherese, che si sarebbe protratta per vent'anni. L'alleanza con Ludovico diede inizialmente buoni frutti; quando nel 1360 l'Imperatore Carlo IV assegnò al sovrano ungherese le città di Feltre, Belluno e Cividale, questi ne fece dono al da Carrara, che nei tre anni successivi vi rafforzò il proprio potere. I rapporti con i veneziani si fecero invece sempre più tesi e Francesco fece erigere nuovi bastioni difensivi al confine tra i due Stati. Una disputa sorta nel 1362 sull'isola di Sant'Ilario costrinse l'anno dopo i padovani a cedere alla Serenissima metà dell'isola, con l'impegno di entrambe le parti a non fortificare il proprio settore.
Fu questo un periodo di grandi cambiamenti anche nella vita privata di Francesco, la cui moglie Fina nel 1359 gli diede il primo figlio maschio, Francesco Novello, dopo che gli aveva dato solo figlie. In quegli stessi anni organizzò l'amministrazione delle sue vaste proprietà e si occupò della suddivisione delle terre e beni ereditati con i fratellastri, il più giovane dei quali, Carlo Ubertino, morì ancora giovane nel 1362 dopo aver intrapreso la carriera ecclesiastica.

### Mire espansionistiche
Impossibilitato a fortificare i confini con Venezia, la grande ambizione di Francesco lo portò a dar forma al disegno di estendere il proprio potere su tutta l'Italia nord-orientale. Tale progetto gli attrasse le ostilità del duca d'Austria Rodolfo d'Asburgo, che a sua volta ambiva ad espandere sulla stessa zona i propri territori. Nel 1362, Rodolfo si alleò con i conti di Gorizia e con Venezia, e fomentò ribellioni nel Friuli contro il patriarca di Aquileia Ludovico della Torre, alleato del Carrarese, che fu in grado di inviare rinforzi solo nell'autunno del 1363. Nella primavera successiva, le forze di Padova e del patriarcato sconfissero l'esercito austriaco e il conflitto ebbe termine in autunno. Nel 1365 Rodolfo tentò di allearsi con il re d'Ungheria facendo sposare il fratello Alberto alla figlia del sovrano, ma il matrimonio non fu celebrato per l'opposizione del Comune di Firenze e di papa Urbano V. La morte di Rodolfo nel luglio del 1365 pose fine alla minaccia contro i confini nord di Padova.
In questi anni maturò la collaborazione tra Padova e il Comune di Firenze, città entrambe governate da guelfi. Nel 1366 Francesco diede in prestito 27.000 ducati a Firenze, impegnata nella guerra contro Pisa. Nel 1370 ne prestò altri 10.000 a Lucca, alleata di Firenze. L'alleanza con Firenze di Francesco ebbe un riconoscimento formale nel 1370, quando i Priori concessero a lui, alla moglie Fina e agli eredi la cittadinanza fiorentina.

#### Seconda guerra contro Venezia
Si inasprirono intanto i rapporti con Venezia, allarmata dalle mire espansionistiche padovane confermate nel 1369, quando il Carrarese fece rimuovere pietre confinarie tra il Feltrino, in suo possesso, e il Trevisano che era parte di Venezia. L'anno dopo fece deviare le acque a Camposampiero che affluivano nel Trevisano. Nel 1371 fece costruire nuovi bastioni ai confini con la terraferma veneziana e il doge per punizione ordinò l'embargo sulle merci padovane. Nel 1372 fu istituita una commissione incaricata di definire le frontiere tra i due Stati. Quello stesso anno, Venezia sventò un complotto di Francesco che prevedeva l'assassinio di alcuni nobili veneziani a lui ostili e il tentativo di convincere i nobili lagunari scontenti a passare dalla sua parte. Fu inevitabile la guerra che ne scaturì, e la campagna militare padovana, sostenuta da ungheresi e genovesi, ebbe inizio nell'autunno 1372.
Dopo alcune incursioni da parte di entrambi gli schieramenti, il conflitto entrò nel vivo con l'arrivo delle truppe ungheresi, che contribuirono a una prima vittoria di Padova in dicembre. Il rientro di forze veneziane impegnate altrove diede un vantaggio alla Serenissima. Nel febbraio del 1373, Francesco consegnò Belluno e Feltre ai duchi d'Austria per ottenerne gli aiuti. In luglio, dopo aver perso la fortezza di Borgoforte, la situazione per i padovani si fece critica. In agosto Francesco sventò un complotto ai suoi danni organizzato dai fratellastri Marsilio e Nicolò, che progettavano di ucciderlo finanziati dai veneziani. I cospiratori furono giustiziati ad eccezione di Marsilio che si rifugiò a Venezia. Sfiduciato, il Carrarese chiese la fine delle ostilità e dovette accettare le dure condizioni imposte dai veneziani il 21 settembre 1373.
Fu costretto a mandare a Venezia il figlio Francesco Novello, il quale davanti al governo cittadino ammise che la responsabilità del conflitto era di Padova. Fu obbligato a pagare un'indennità di 280.000 ducati e a smantellare le fortificazioni lungo le frontiere, dovette concedere privilegi fiscali ai veneziani che avevano proprietà nel Padovano e allontanare i mercenari che facevano parte delle sue truppe. Dovette impegnarsi a versare al fratellastro traditore Marsilio le rendite esenti da tasse delle sue proprietà. La sconfitta e le dure clausole del trattato di pace portarono Francesco a maturare un ossessionante desiderio di vendetta.
In quegli anni la vita familiare di Francesco entrò in crisi. Pare che dopo la nascita di Francesco Novello abbia iniziato ad avere rapporti extraconiugali dai quali ebbe diversi figli illegittimi. Si ipotizza che il primo sia stato Conte, avuto da Giustina Maconia, che divenne prima un ecclesiastico e poi un condottiero. Nel 1370 ebbe il figlio naturale Stefano, che sarebbe diventato vescovo di Padova. Altri suoi figli illegittimi furono capi militari durante la signoria di Francesco Novello. La moglie Fina morì nel 1378, dopo diversi anni che il legame con il marito era compromesso.

#### Riorganizzazione amministrativa della signoria e interessi personali
Malgrado i frequenti conflitti in cui fu coinvolto, il Carrarese rimase attento ai problemi amministrativi di Padova e alle proprie finanze, diventando l'uomo più ricco della Signoria. Nel 1362 promulgò un codice statutario che aveva fatto compilare da Giovanni Salgardi e che si basava sul diritto civile e sulle procedure in uso nel periodo comunale. Si differenziava da queste nel sancire le limitazioni alle competenze del podestà e dei suoi ufficiali, per accentrare i poteri disciplinando tali cariche alle proprie esigenze.

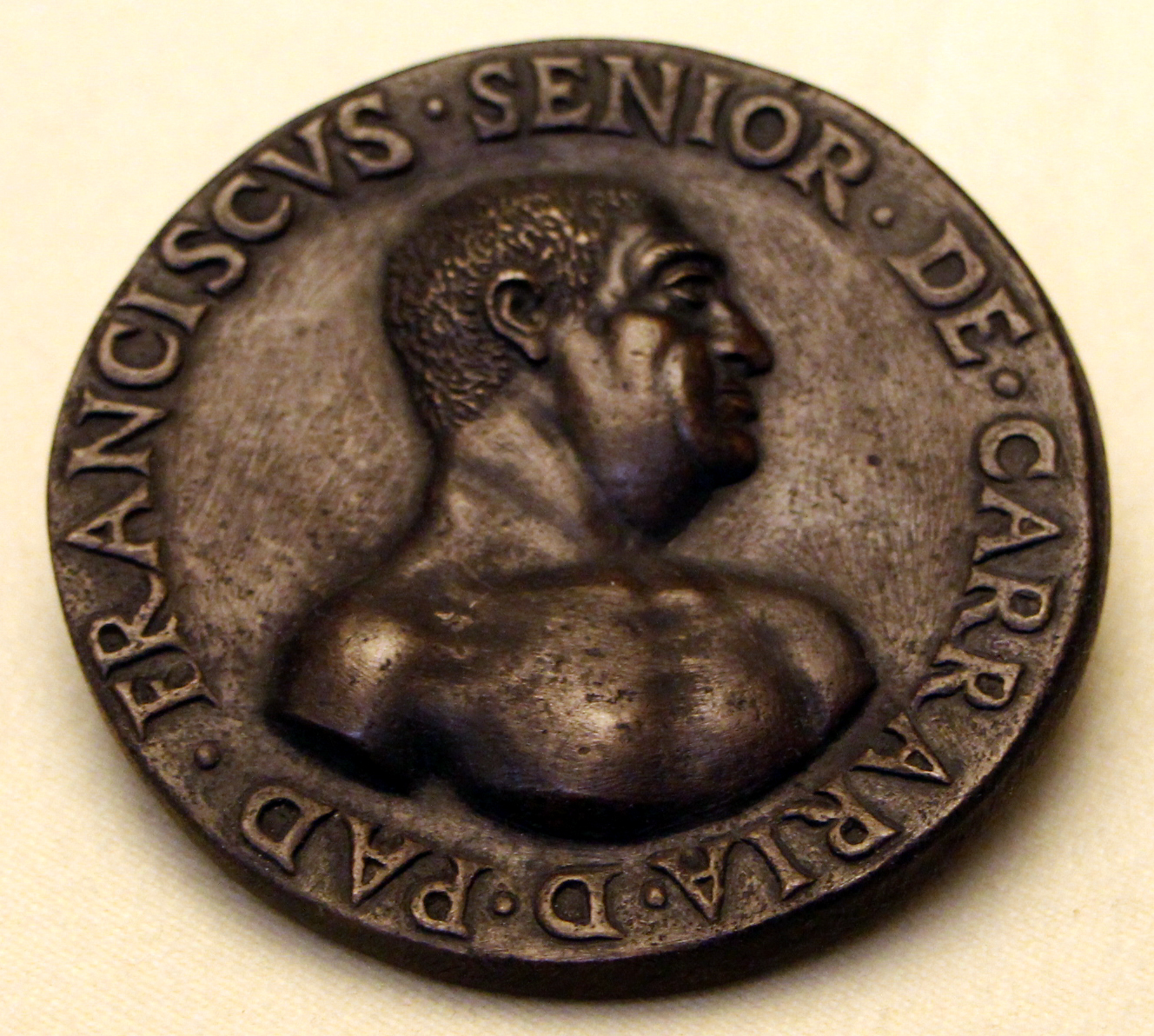
Medaglia raffigurante Francesco I

Per assestare le finanze e affermare l'indipendenza da Venezia, Francesco fece venire da Firenze dei monetari che coniarono in argento le monete da un soldo e i più pregiati "carrarini" e "carraresi", che recavano la sua effigie. Fu per lui una fonte di reddito perché per ogni marco d'argento trasformato in moneta gli spettava circa il cinque per cento. Il conio di tale denaro diede lustro alla signoria e permise ai padovani di fare a meno della monetazione veneziana.
Diede impulso all'industria laniera concedendo la cittadinanza e l'esenzione dalle tasse agli artigiani e commercianti del settore che si fossero stabiliti nel Padovano. Anche questa ordinanza era concepita per favorire i propri interessi privati, era infatti una sua proprietà il fondaco dei panni, un magazzino dove tutte le stoffe di lana prodotte in città venivano registrate prima di essere messe in vendita. Francesco controllava così i prezzi e monopolizzava la distribuzione. Pare che per aumentare e migliorare la produzione anticipasse denaro agli artigiani per l'acquisto di lana grezza e si riservasse il diritto di approvare le innovazioni nei processi di lavorazione.
Nei primi vent'anni in cui fu a capo della Signoria, Francesco fece grandi investimenti presso i prestatori di denaro cittadini. Tra il 1366 e il 1376, prestò più di 140.000 lire di piccoli al tasso d'interesse del venti per cento. Ma le sue entrate principali derivavano dalle grandi proprietà fondiarie che aveva sia in città che nelle zone rurali, in particolare attorno alla Reggia Carrarese e a sud della città, nella zona dei Colli Euganei, dove fece razionalizzare la coltivazione. Tra i suoi possedimenti a nord, vi erano quelli avuti in dote con il matrimonio e quelli che erano passati ai Carraresi dopo aver sconfitto le famiglie dei Dente e dei Camposampiero.

#### Terza guerra contro Venezia
In quegli anni il Carrarese si preparò ad un nuovo conflitto con la Serenissima e l'occasione si presentò nel 1378, quando assieme al patriarca d'Aquileia e al re d'Ungheria appoggiò la Repubblica di Genova contro Venezia nella guerra di Chioggia. La lega anti-veneziana si formò nell'aprile di quell'anno e vani furono i tentativi diplomatici di fermare il conflitto, che iniziò nel giugno 1378.
Il fronte veneto del conflitto si articolò in una serie di attacchi per mare e per terra contro le difese lagunari. Francesco guidò personalmente le truppe padovane, che attaccarono le difese meridionali chioggiotte e compirono incursioni nel Trevigiano. Il primo anno di guerra vide le vittorie della lega e nell'agosto del 1379 Chioggia fu occupata da padovani e genovesi, costringendo i veneziani a chiedere la pace. Il Carrarese rifiutò ogni compromesso e il conflitto continuò. Con il ritorno delle navi di stanza in Oriente e l'assunzione del comando da parte di Vettor Pisani, i veneziani ribaltarono le sorti della guerra. Nel giugno 1380, i militari genovesi che occupavano Chioggia, coadiuvati da diversi padovani, furono costretti alla resa. I Carraresi posero allora sotto assedio Treviso e i veneziani, per evitare che finisse in mani padovane, cedettero la città al duca d'Austria Leopoldo III d'Asburgo.
Dopo vari tentativi di riportare la pace, a persuadere i belligeranti a deporre le armi fu la mediazione di Amedeo VI di Savoia,  che portò alla pace siglata a Torino l'8 agosto 1381. Il compromesso che ne risultò fece tornare i confini dov'erano prima del conflitto, furono scambiati i prigionieri e i bottini di guerra furono riconsegnati ai proprietari. I padovani rientrarono in possesso di alcuni diritti persi nel 1373: i veneziani proprietari di fondi nella Signoria dovevano tornare a pagare le tasse al Carrarese, fu abolita la clausola con la quale Marsilio da Carrara riceveva i propri redditi esenti da tasse. Padova ottenne anche il permesso di fortificare le frontiere.

#### Acquisto di Treviso
Francesco voleva comunque impadronirsi di Treviso, continuò negli anni seguenti a fare di tutto per strapparla al controllo asburgico, la pose sotto assedio e fece devastare i territori della marca. Quando i trevigiani stavano per capitolare, Leopoldo III fece il suo ingresso a Treviso nel maggio del 1383 al comando dei propri soldati. Il duca austriaco si rese conto di non riuscire a mantenere sotto il proprio dominio la città e consegnò al Carrarese Treviso, Ceneda, Feltre e Belluno dietro al pagamento di 100.000 ducati. Il 4 febbraio 1384, Francesco entrò trionfalmente a Treviso. Per guadagnarsi i favori degli abitanti, incoraggiò l'artigianato ed i commercianti locali offrendo denaro in prestito ed esenzioni fiscali. Fece trasferire a Treviso alcuni burocrati per uniformarne le leggi a quelle padovane e per controllare il governo locale.

#### Guerra di successione al Patriarcato di Aquileia
Galvanizzato dalla conquista di Treviso, Francesco riprese il progetto di espandere i suoi territori a nord-est, dove la nomina a patriarca di Aquileia del francese Filippo II di Alençon nel 1381 aveva provocato gravi discordie tra Udine e Cividale, che si contendevano la supremazia sullo Stato. Il Patriarca si schierò apertamente con Cividale, suscitando la furiosa reazione degli udinesi che lo costrinsero alla fuga. Fu l'inizio della guerra di successione al Patriarcato, che in breve tempo spaccò in due l'aristocrazia friulana. A fianco di Cividale e i suoi alleati si schierarono i Carraresi e il Regno d'Ungheria, mentre con Udine si schierarono gli Scaligeri di Verona e i veneziani, uniti nella lega chiamata Felice Unione.
L'intervento dell'esercito Carrarese costrinse alla resa gli udinesi nel febbraio del 1385. Quello stesso mese Venezia entrò nel conflitto, mentre il Signore di Verona Antonio della Scala si unì a Udine il 18 maggio 1385; entrambe le città vedevano con preoccupazione l'espansione padovana, in particolare Venezia, che si vedeva tagliati i commerci con il nord. L'intervento scaligero portò in agosto Francesco ad allearsi in funzione anti-veronese con il Signore di Milano Gian Galeazzo Visconti, aprendo un fronte occidentale del conflitto. Verso fine anno le truppe padovane passarono all'attacco cercando di conquistare diverse importanti municipalità friulane, ma la campagna ebbe termine dopo alcuni sterili successi iniziali.

#### Vittorie con Verona e declino dei Carraresi
Dopo un periodo di stallo, l'anno successivo la guerra fu ripresa dagli Scaligeri, il cui attacco fu arginato dai padovani alle porte della città nella battaglia delle Brentelle. L'incertezza iniziale di tale cruenta battaglia si risolse in favore dei Carraresi, le cui truppe costrinsero i veronesi alla ritirata il 25 giugno 1386. La vittoria delle Brentelle mise in evidenza le debolezze degli Scaligeri, e l'anno seguente furono i padovani ad attaccare la signoria veronese. La battaglia di Castagnaro ebbe luogo il 1º marzo 1387 nella cittadina che si trova pochi chilometri a sud del capoluogo scaligero. Le truppe di Verona erano condotte dai capitani di ventura Giovanni Ordelaffi di Forlì e Ostasio da Polenta di Ravenna, mentre i padovani erano guidati dal condottiero inglese Giovanni Acuto e da Francesco Novello da Carrara, figlio del signore di Padova. La battaglia è considerata la più grande vittoria di Giovanni Acuto, che attirò in una trappola e sgominò i veronesi dopo aver finto di ritirarsi.
La sconfitta di Castagnaro segnò la fine della lunga egemonia degli Scaligeri, che dopo qualche mese sarebbero stati cacciati da Verona dalle truppe viscontee. Il signore di Verona Antonio della Scala trovò rifugio presso il suocero Guido III da Polenta, signore di Ravenna, mentre il resto della famiglia si sparse in Italia e in Germania. Il grande successo ottenuto si rivelò una vittoria di Pirro per i Carraresi, che concordarono la spartizione dei territori scaligeri con Gian Galeazzo Visconti. Quest'ultimo non mantenne le promesse e dopo la cacciata degli Scaligeri, oltre a conquistare Verona, tenne per sé anche Vicenza, che a quel tempo faceva parte della signoria veronese e che era stata promessa a Francesco I da Carrara. Al tradimento del Visconti si aggiunse quello del generale Ugolotto Biancardo, che era a capo del presidio carrarese a Vicenza e ordinò ai propri uomini di lasciare la città.

### Abdicazione di Francesco e presa di Padova da parte dei Visconti
Con le finanze ridotte allo stremo dalle molte guerre sostenute, nel 1387 la signoria padovana perse l'alleato Filippo d'Alençon, richiamato in Francia, e rimase definitivamente isolata dopo che i tradizionali alleati fiorentini si dichiararono neutrali sulla guerra. Il tentativo del Carrarese di venire a patti con la Serenissima contro il Visconti, fu vanificato da quest'ultimo che, il 29 maggio 1388, strinse alleanza con i veneziani per cacciare i Carraresi e spartirsi i loro domini. Nel trattato di alleanza, fu stabilito che i milanesi avrebbero condotto le operazioni militari finanziati dai veneziani, ai primi sarebbe toccata Padova ed avrebbero dovuto consegnare ai secondi Treviso e Ceneda. Francesco si vide costretto a rinunciare alla signoria in favore del figlio Francesco Novello e si trasferì a Treviso in attesa degli eventi.
La campagna militare viscontea fu capitanata da Jacopo Dal Verme e Francesco Delfino. La difesa dei padovani si schierò nella Saccisica ma non riuscì a contenere l'offensiva nemica, che si impadronì di Castel Caro. Constatati gli sfavorevoli rapporti di forza, Francesco Novello nel novembre 1388 venne ai patti con i milanesi accordandosi per la consegna di Padova, Treviso, Ceneda, Feltre, Belluno e tutti i territori ad esse subordinati. I milanesi si trovarono in tal modo in controllo della maggior parte dell'Italia settentrionale, mentre Venezia tornò in possesso dei propri territori, oltre a Ceneda e una parte della zona rurale padovana.

### Resa, trasferimento in Lombardia e morte in carcere
Un mese dopo la caduta di Padova e vista l'impossibilità di resistere alle forze nemiche, anche Treviso dovette soccombere e Francesco si consegnò agli ufficiali dell'esercito visconteo. Fu portato prima a Verona e poi a Como, dove fu incarcerato. Dopo essere stato rinchiuso in alcune prigioni lombarde, Francesco il Vecchio morì nella fortezza di Monza il 6 ottobre 1393. Francesco Novello, ripreso il controllo di Padova nel giugno del 1390, si accordò con i milanesi per il ritorno in patria del padre (accordi non rispettati nel '92). Dopo essere stata sepolta per un breve periodo a Monza, la salma fu traslata a Padova in pompa magna nel suo Battistero, rinnovato da Fina 15 anni prima circa, accanto al Duomo cittadino.

## Mecenatismo
Protettore di letterati e artisti, chiamò a Padova il giurista Baldo degli Ubaldi, accordò protezione al medico e scienziato Giovanni Dondi dell'Orologio e al letterato Giovanni Conversini.
Fu amico del Petrarca il quale gli dedicò il trattato De Principe e gli lasciò in eredità una Vergine di Giotto. Il principe donò al Petrarca la tenuta di Arquà nella quale trascorse gli ultimi anni di vita.

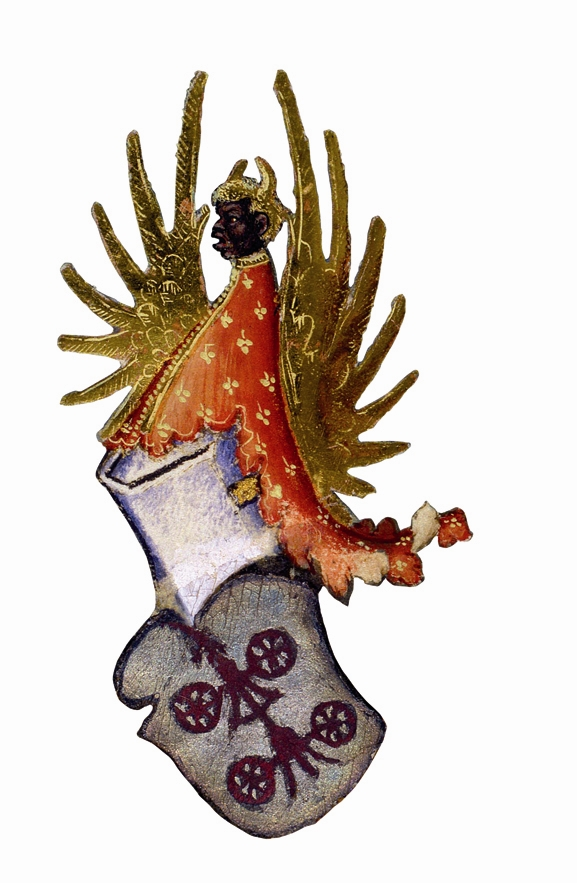
Stemma dei Carraresi sovrastato dal cimiero di Francesco il Vecchio, ossia il saraceno cornuto d'oro, con ali d'oro e bardato di rosso e oro

## Insegne
A parte lo stemma che distingue la casata dei da Carrara, ossia il carro rosso in campo bianco, Francesco usò come simbolo personale il cimiero dell'antenato Ubertino I ossia il turco con le corna d'oro, bardato di rosso e oro con le grandi ali, sempre d'oro.

## Discendenza
Francesco sposò nel 1345 Fina Buzzaccarini ed ebbero quattro figli:
- Francesco Novello (1359-1406), successore del padre nella signoria
- Carrarese, sposò Federico di Oettingen
- Giliola (?-1367), sposò Venceslao di Sassonia
- Caterina (?-1372), sposò Stefano Frangipani

Ebbe anche alcuni figli naturali:
- Conte (?-1421), nato da Giustinia Maconia, religioso e condottiero
- Stefano (1370-1448), vescovo di Padova, di Nicosia, di Teramo, di Tricarico e di Rossano
- Andrea (?-1404), religioso
- Rodolfo, condottiero
- Servio (?-1417), religioso
- Ugolino (?-1389)
- Jacopo
- Pietro, nato da Maria da Curtarolo
- Due figlie femmine, nate da Giovanna da Brazzuolo

## Ascendenza
|                        |   |           | Genitori |  |  | Nonni             |  |  | Bisnonni                       |  |
|                        |   |           |          |  |  | Nicolò da Carrara |  |  | Ubertino il Vecchio da Carrara |  |
|                        |   |           |          |  |  | Nicolò da Carrara |  |  | Ubertino il Vecchio da Carrara |  |
|                        |   | Ilsegarda |          |  |  | Nicolò da Carrara |  |  |                                |  |
| Giacomo II da Carrara  |   |           |          |  |  | Nicolò da Carrara |  |  |                                |  |
|                        |   | …         | …        |  |  |                   |  |  |                                |  |
|                        |   | …         | …        |  |  |                   |  |  |                                |  |
|                        |   | …         | …        |  |  |                   |  |  |                                |  |
| Francesco I da Carrara |   | …         |          |  |  |                   |  |  |                                |  |
|                        | … | …         |          |  |  |                   |  |  |                                |  |
|                        | … | …         |          |  |  |                   |  |  |                                |  |
|                        | … | …         |          |  |  |                   |  |  |                                |  |
| Lieta Forzatè          | … |           |          |  |  |                   |  |  |                                |  |
|                        |   | …         | …        |  |  |                   |  |  |                                |  |
|                        |   | …         | …        |  |  |                   |  |  |                                |  |
|                        |   | …         | …        |  |  |                   |  |  |                                |  |
|                        |   | …         |          |  |  |                   |  |  |                                |  |